# وزارة الأوقاف والشؤون الإسلامية (المغرب)
وزارة الأوقاف والشؤون الإسلامية حقيبة وزارية في حكومة المغرب تتولى مهام تسيير الشؤون الإسلامية.

## تاريخ
بعد إعلان استقلال المغرب انتقلت مؤسسة الوقف من نظارة النظار و بنيقة الأحباس، كما كان يطلق عليها خلال فترة الاستعمار ، إلى مرتبة الوزارة ضمن أول هيكلة عصرية لحكومة مختصة بتسيير الشأن العام وعرفت هذه الوزارة ب«وزارة الأحباس» من 27 يناير 1955 إلى 27 أكتوبر 1963 أي خلال العهد الذي تولى فيه شؤونها محمد المختار السوسي، ثم تلتها بعد ذلك فترة فراغ لم يعين خلالها أي وزير وإن كانت المؤسسة استمرت قائمة، وامتدت هذه الفترة إلى حدود سنة 1963 عندما ضمت إليها وزارة الشؤون الإسلامية وأصبحت تعرف باسم : وزارة الأوقاف والشؤون الإسلامية.‘

## الاختصاصات
بالإضافة إلى الاختصاصات العامة تتولى وزارة الأوقاف والشئون الإسلامية الاختصاصات التالية:
- إقامة المساجد وإدارتها والإشراف عليها.
- نشر الثقافة الإسلامية وتنمية الوعي الديني.
- توثيق العلاقات مع الهيئات والمنظمات الإسلامية في العالم.
- إدارة شؤون الأوقاف والإشراف عليها ورعايتها واستثمار المداخيل المتحققة منها.
- الإشراف على شؤون الحج.
- الإشراف على هيئة الإفتاء الشرعي.
- العمل على تشجيع وقف الأموال على جهات البر وتوسيع نطاق الأوقاف الخيرية.
- إقامة المساجد والترخيص بها حسب احتياجات المناطق المختلفة، والعمل على صيانتها وتأثيثها، والمحافظة عليها، ورعاية جميع شؤونها.
- العمل على تشجيع تحفيظ القرآن الكريم وتجويده في المساجد.
- وضع سياسة التكوين الأساسي و المستمر لفائدة القيمين الدينيين من أجل تحسين أدائهم والرفع من مستوى تكوينهم.
- الإشراف على برنامج محو الأمية بالمساجد، والعمل على تطويره بما يستجيب لحاجات المستفيدين ويواكب المستجدات.

## التنظيم الهيكلي
تشتمل الإدارة المركزية على :
- الكتابة العامة
- المفتشية العامة
- مديرية الأوقاف
- مديرية الشؤون الإسلامية
- مديرية المساجد
- مديرية تدبير شؤون القيمين الدينيين
- مديرية التعليم العتيق ومحو الأمية بالمساجد
- مديرية الشؤون الإدارية والتعاون
- مديرية الشؤون القانونية

## أبرز وزراء الأوقاف
- أحمد التوفيق
- عبد الكبير العلوي
- علال الفاسي
- محمد المختار السوسي
- محمد المكي الناصري

## وصلات خارجية
- موقع وزارة الأوقاف والشؤون الإسلامية